# Гюнешли (Ходжавендский район)
Гюнешли (азерб. Günəşli — букв. «солнечное»), ранее — Норашен (азерб. Noraşen) — село в Ходжавендском районе Азербайджана, является центром Гюнешлинского сельского административно-территориального округа.

## География
Село Гюнешли  является центром Гюнешлинского сельского административно-территориального округа Ходжавендского района, при этом в состав этого сельского административно-территориального округа входит также и село Гушчулар. Село нагорное, расположено в предгорной местности, в 5 км от посёлка Гадрута и в 78 км от города Ханкенди. По границе населенного пункта протекает река Гозлу-чай.
Село имеет площадь 933,23 га, из которых 724,7 га сельскохозяйственные, 162,92 га лесные угодья. На территории в окрестности села есть 1 родник — «Кяхриз».

## История
Село было основано в результате поселения армянских семей, переселившихся из Карадагского района Южного Азербайджана в XIX веке.
Епископ Армянской Апостольской церкви Макар Бархударянц пишет об этом селе: «Часть жителей — коренные, часть — из Карадага. Церковь построена недавно и ещё не освещена. Дымов 30, человек — 225».
До вхождения в состав Российский империи село Норашен было в составе Джеваншир-Дизакского магала Карабахского ханства.
В Советский период на 1977 год село указано под названием Норашен в составе Гадрутского посёлкового Совета Гадрутского района Нагорно-Карабахской автономной области (НКАО) Азербайджанской ССР. Решением Верховного Совета Азербайджанской Республики от 25 мая 1991 года № 123-XII село Норашен Гадрутского района НКАО было переименовано в Гюнешли, фактически существующее село Гушчулар было включено в список населённых пунктов Гадрутского района, село Гюнешли было выведено из состава Гадрутского посёлкового Совета, был создан Гюнешлинский сельсовет с центром в селе Гюнешли, а также село Гушчулар было передано в состав Гюнешлинского сельсовета.
2 сентября 1991 года на совместной сессии Нагорно-Карабахского областного и Шаумяновского районного Советов народных депутатов была принята Декларация о провозглашении Нагорно-Карабахской Республики в границах Нагорно-Карабахской автономной области (НКАО) и сопредельного Шаумяновского района Азербайджанской ССР.
26 ноября 1991 года Верховный Совет Азербайджанский Республики принял Закон "Об упразднении Нагорно-Карабахской автономной области Азербайджанской Республики". В этом Законе было постановлено помимо упразднения Нагорно-Карабахской Автономной Области (НКАО), в том числе также и переименование Мартунинского района в Ходжаведский, упразднение Гадрутского района и присоединение территории Гадрутского района в состав Ходжавендского района. В настоящее время село Гюнешли является центром Гюнешлинского сельского административно-территориального округа Ходжавендского района Азербайджана, а в состав Гюнешлинского сельского административно-территориального округа помимо самого села Гюнешли входит также и село Гушчулар.
2 октября 1992 года, по другим данным 23 июля 1993 года в ходе Первой карабахской войны село было занято армянскими вооружёнными формированиями и попало под контроль непризнанной Нагорно-Карабахской Республики (НКР). Согласно административно-территориальному делению непризнанной республики село продолжало именоваться Норашен (арм. Նորաշեն — букв. «новое село») и располагалось в Гадрутском районе НКР.
Во время войны в селе было уничтожено 42 дома. С началом войны армянское гражданское население села было вынуждено покинуть свой населённый пункт, из-за постоянного беспорядка советской власти азербайджанцы и армяне соседних сёл похитили 526 голов крупного, 360 голов мелкого рогатого скота. В результате Карабахского конфликта, село, будучи под контролем непризнанной Нагорно-Карабахской Республики, сильно постродало и было подвергнуто вандализму.
Деревня была восстановлена после войны, 4 мая 2005 года открылся медицинский и социальный центр. В сентябре 2006 г. в селе было открыто новое здание школы, в котором обучалось 26 учащихся.
20 октября 2020 года во время Второй карабахской войны село вернулось под контроль Азербайджана.

## Памятники истории и культуры
Историко-культурными памятниками села являются: Старая Гюнешлинская церковь (арм. Հին Նորաշեն — «Ин Норашен») 1893 года, крепость князя Велиджана или Цораберд III—XVII века, кладбище XIX века, хачкар IX—XI веков и родник «Кахриз».
На старом входе в церковь виден тимпан, на котором изображён крест и имеется дата постройки — 1892 г. Внутри церкви сохранились два простых хачкара с надписью.
В советский период церковь была превращена в склад, затем в сырную фабрику: с этой целью в зале было построено дополнительное помещение, разрушенные стены которого также сохранились. В период первой Карабахской войны была повреждена часть восточной стены церкви. Во время военных действий 2020-го года церковь не пострадала.

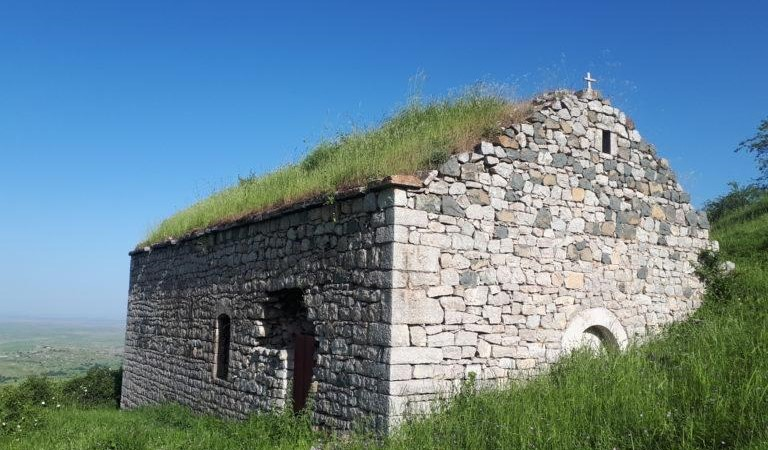
Вид на церковь с северо-востока, фото Г. Будагян
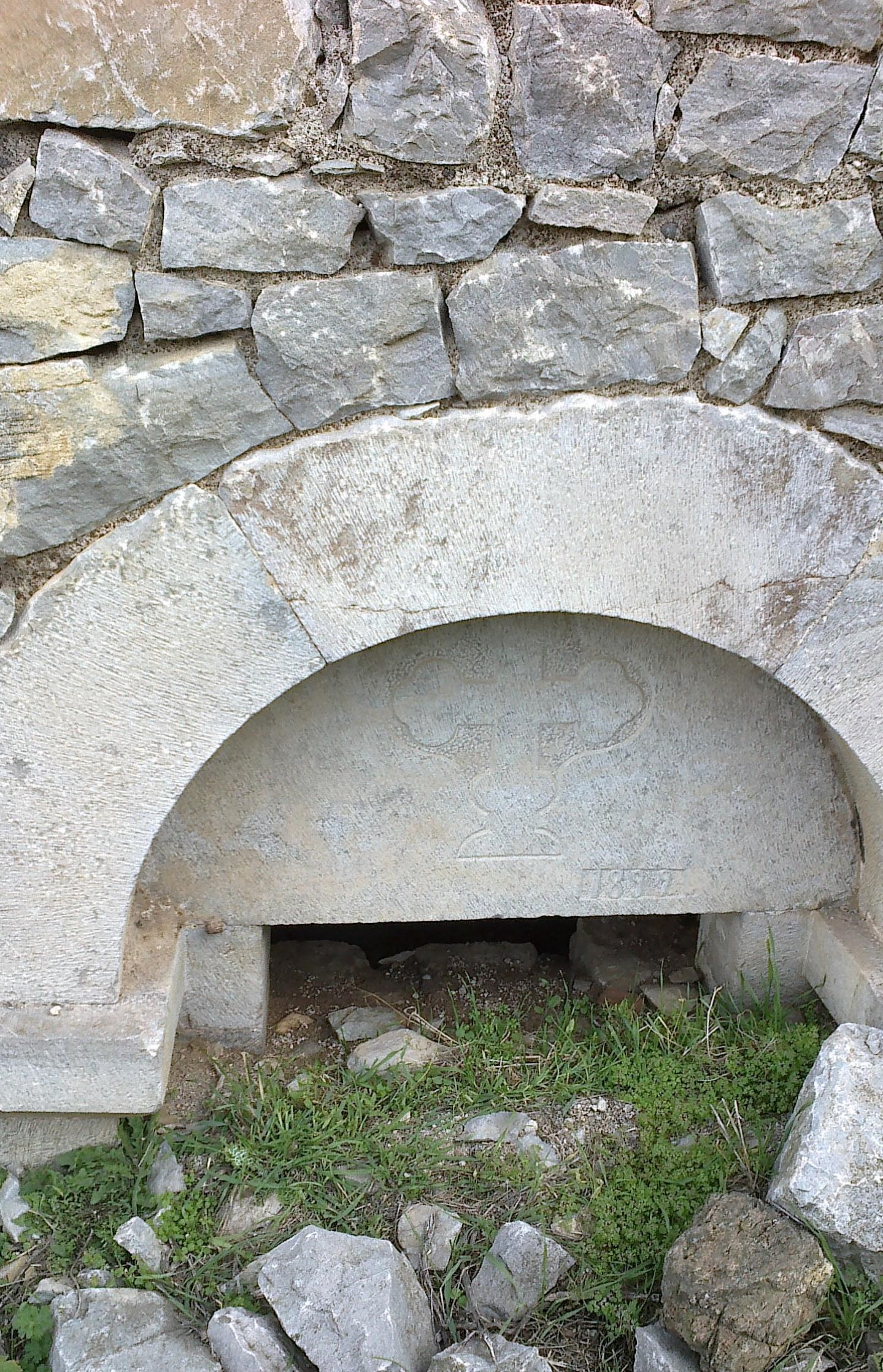
Тимпан над входом в церковь, 2016

## Население
По состоянию на 1 января 1933 года в селе проживало 238 человек (46 хозяйств), все — армяне.
В селе, где проживали преимущественно армяне, в 1960-м году поселились азербайджанцы. В результате постепенно растущей численности последних, в 1989-м году армяне полностью покинули село.
Население села Гюнешли на 2010 составляло 159 человек, имелось 43 двора.
| Год       | 2005 | 2008 | 2009 | 2010 |
| --------- | ---- | ---- | ---- | ---- |
| Население | 112  | 141  | 156  | 159  |